# Barajul Săcele
Barajul Săcele este un baraj, cu lac de acumulare, artificial, pe raza localității Săcele, în județul Brașov.
- An PIF: 1975
- Râul: Târlung
- Tip baraj: Baraj de pământ
- Tip etanșare: Nucleu intern de argilă
- Tip teren fundare: Roci stâncoase și nestâncoase
- Înălțime: 45 m
- Lungime coronament: 709 m
- Volum lac: 18,3mil. mc
- Suprafață lac: 148 ha
- Folosințe: alimentare cu apă,energie electrică

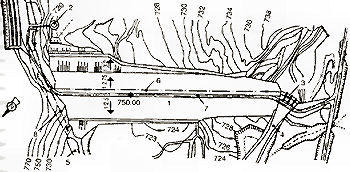
Plan al barajului Săcele

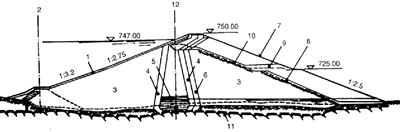
Secţiune transversală prin barajul Săcele

- Suprafață bazin: 170kmp
- Debit deversor: 800 mc/s
- Tip deversor: Vane
- Deținător: C.N. Apele Române S.A.
- Proiectant: AQUAPROIECT S.A.